# Earl Hines
Earl Kenneth "Fatha" Hines (28. december 1903 – 22. april 1983) var en amerikansk pianist, orkesterleder og komponist.
Hos Louis Armstrong udviklede Hines et improvisatorisk og dramatisk klaverspil, som indebar en udvikling fra stride-piano mod et mere genuint jazzklaver med en swingende rytme, en milepæl i klaverspillet og jazzens historie.
Fra 1948 var han aktiv som solokunstner, og fik et nyt gennembrud i minten af 1960'erne. Han indspillede bl.a. album med Ellingtonmelodier, hvilket befæstede hans position som en af jazzens store og mest særprægede pianister.